# Zsolt Bács
Zsolt Bács (geboren 1963 in Budapest) ist ein deutscher Schauspieler, Drehbuchautor, Regisseur und Produzent.

## Leben
Zsolt Bács, der mit 6 Jahren nach Deutschland kam, ist gebürtiger Ungar. Nach fünf Jahren Medizinstudium in Budapest und in Berlin entschied er sich für eine künstlerische Laufbahn und studierte mit einem Stipendium der „Pierino Ambrosoli Foundation“ Schauspiel an der European Film Actor School in Zürich. Neben zahlreichen Engagements als Schauspieler in Film, Fernsehen und Theater ist Zsolt Bács seit 1996 auch als Drehbuchautor und seit 2001 als Regisseur und Produzent tätig. Bács lebt in Berlin und Budapest.

## Berufliche Tätigkeit
Bács ist seit 1993 in Fernsehproduktionen zu sehen, wobei er häufig in Kriminalserien und Kriminalfilmen eingesetzt wurde, in denen er auf die Rolle des Bösewichts oder des Täters festgelegt war. Bács spielte außerdem die Hauptrolle in der kurzlebigen RTL-Fernsehserie Großstadtträume (2000), sowie Haupt- und Episodenrollen in Fernsehserien wie In aller Freundschaft (2003) oder Verrückt nach Clara (2007). In der RTL-ORF-Koproduktion Held der Gladiatoren verkörperte er einen Ausbilder der Gladiatoren.
Er war außerdem in den Kinofilmen Null Uhr 12 (2001) von Bernd Michael Lade, Agnes und seine Brüder (2004) von Oskar Röhler, Slave (2012) von Jorgo Papavassiliou und Tod den Hippies!! Es lebe der Punk (2015), der ebenfalls von Oskar Röhler inszeniert wurde, zu sehen.
Nach seiner ersten eigenen Regiearbeit beim Kurzfilm Braindogs, einer Gangster-Komödie, zu der er auch das Drehbuch schrieb, gab Bács sein Regie- und Produktionsdebüt mit der Kinokomödie Esperanza, die 2006 auf der Berlinale als Eröffnungsfilm der „Perspektive deutsches Kino“ gezeigt wurde und 2008 in die Kinos kam. Bács selbst übernahm darin die Rolle des lustigen Schiffskochs Béla.
Von 2008 bis 2011 führte er Regie bei der Telenovela Anna und die Liebe und von 2010 bis 2011 bei der täglichen Serie Hand aufs Herz.
Als Autor, Produzent und Schauspieler wirkte er im Kinofilm Slave von Jorgo Papavassillou mit, bei dem er für die männliche Hauptrolle des Detective Adam beim New York City International Film Festival (NYCIFF) den Preis als „Best Supporting Actor“ erhielt. 2012 realisierte er die erste Verfilmung eines Bestsellers von Sebastian Fitzek, Das Kind, mit Eric Roberts in der Hauptrolle, bei welcher er auch die Produktion übernahm.
Gemeinsam mit dem Schauspieler Martin Luding spielte er das Comedy-Programm Männerabend, eine „lustvolle Geisterbahnfahrt durch das Wesen Mann“, mit dem er mehrfach auf Tournee ging.

## Filmografie (Auswahl)

### Darsteller
- 1993: Gute Zeiten, schlechte Zeiten
- 1997: Alarm für Cobra 11 – Die Autobahnpolizei (Fernsehserie, Folge Shotgun)
- 1997: Sardsch (Fernsehserie, drei Folgen)
- 1998: Der Mörder in meinem Haus
- 1999: In aller Freundschaft (Fernsehserie, Folge Der Neue)
- 1999: Forsthaus Falkenau (Fernsehserie, Folge Schwere Stunden)
- 2002: Alarm für Cobra 11 (Fernsehserie, Folge Der Kleine)
- 2001: Der Clown (Fernsehserie, Folge Stirb langsam)
- 2001: Die Sitte
- 2001: Wilsberg und der Mord ohne Leiche
- 2001: Null Uhr 12
- 2003: Held der Gladiatoren
- 2003: In aller Freundschaft (Fernsehserie, Folge Ganz oder gar nicht)
- 2004: Agnes und seine Brüder
- 2005: Küstenwache (Fernsehserie, Folge Zwischen Himmel und Hölle)
- 2005: Macho im Schleudergang
- 2006: SOKO Kitzbühel (Fernsehserie, Folge Magischer Mord)
- 2007: Der Fürst und das Mädchen (Fernsehserie, zwei Folgen)
- 2007: Verrückt nach Clara
- 2007: Liebe nach Rezept
- 2007: SOKO Rhein-Main (Fernsehserie, Folge Die Hoffnung stirbt zuletzt)
- 2008: Die Rosenheim-Cops (Fernsehserie, Folge Salto mortale)
- 2009: Der Bergdoktor (Fernsehserie, zwei Folgen)
- 2009: Barfuß bis zum Hals
- 2009: Ein Hausboot zum Verlieben
- 2012: Slave
- 2012: Das Kind (The Child)
- 2014: SOKO München (Fernsehserie, Folge Flammende Herzen)
- 2013: Heiter bis tödlich: Hauptstadtrevier (Fernsehserie, Folge Rivalen der Rennbahn)
- 2016: Die Bergretter (Fernsehserie, Folge Zu kurz gekommen)

### Regisseur
- 2002: Braindogs (Regie, Drehbuch)
- 2006: Esperanza (Vorlage, Drehbuch, Regie)
- 2008: Anna und die Liebe (Regie)
- 2010: Hand aufs Herz (Serie)
- 2012: Das Kind (The Child)

### Drehbuchautor
- 1997: Heißkalter Atem (Drehbuch)
- 1998: Ein Vater im Alleingang (Drehbuch)
- 1999: Delta Team, Im Namen Gottes (Drehbuch)
- 1999: Delta Team, Hiob-Mann (Drehbuch)
- 1999: Delta Team, Red Mercury (Drehbuch)
- 2002: Braindogs (Drehbuch, Regie)
- 2006: Esperanza (Drehbuch, Regie)
- 2010: Slave (Drehbuch, Produktion)
- 2012: Das Kind (The Child) (Drehbuch, Regie, Produktion)